# Xã Thompson, Quận Guthrie, Iowa
Xã Thompson (tiếng Anh: Thompson Township) là một xã thuộc quận Guthrie, tiểu bang Iowa, Hoa Kỳ. Năm 2010, dân số của xã này là 623 người.